# Metaphidippus emmiltus
Metaphidippus emmiltus là một loài nhện trong họ Salticidae.
Loài này thuộc chi Metaphidippus. Metaphidippus emmiltus được Maddison miêu tả năm 1996.